# Флинтшър (историческо графство)
 Тази статия е за историческото графство Флинтшър.  За съвременното административно графство вижте Флинтшър.  
Флѝнтшър (на английски: Flintshire; на уелски: Sir y Fflint, Сир ъ Флѝнт) е историческо графство в Северен Уелс. Площта му е 667 m2. Столица на графството е град Моулд.